# Allan Peiper
Allan Peiper (Alexandra, Victoria, 26 de marzo de 1960) es un ciclista australiano, que fue profesional entre 1983 y 2003. 
En su palmarés destaca una victoria de etapa al Giro de Italia de 1990. 
El 2005 se integró a la estructura del Davitamon-Lotto como director deportivo y desde 2012 desarrolla esta tarea al BMC Racing Team.

## Palmarés
1982
- Gran Premio de las Naciones amateur
- 1 etapa del Circuito Franco-Belga

1984
- Tour de l'Oise, más 1 etapa
- Vuelta a Suecia, más 1 etapa
- 1 etapa del Critèrium del Dauphiné Libéré
- 1 etapa de la Estrella de Bessèges

1985
- 1 etapa de la París-Niza
- 1 etapa del Tour del Oise

1986
- Gran Premio Raymond Impanis
- 1 etapa de la Vuelta a Bélgica

1987
- Circuito de las Fronteras
- Gran Premio de Isbergues
- 1 etapa de la Vuelta a Gran Bretaña

1988
- Stadsprijs Geraardsbergen
- 1 etapa del Tour de Irlanda

1990
- 1 etapa del Giro de Italia

### Resultados al Tour de Francia
- 1984. 95.º de la clasificación general
- 1985. 86.º de la clasificación general
- 1987. Abandona (21.ª etapa)
- 1990. Abandona (8ª etapa)
- 1992. 126.º de la clasificación general

### Resultados al Giro de Italia
- Giro de Italia. 116.º de la clasificación general
- Giro de Italia. 103.º de la clasificación general
- Giro de Italia. Abandona (18.ª etapa)
- Giro de Italia. 144.º de la clasificación general. Vencedor de una etapa
- Giro de Italia. 130.º de la clasificación general

### Resultados a la Vuelta a España
- 1986. Abandona (6ª etapa)